# رغل بستاني

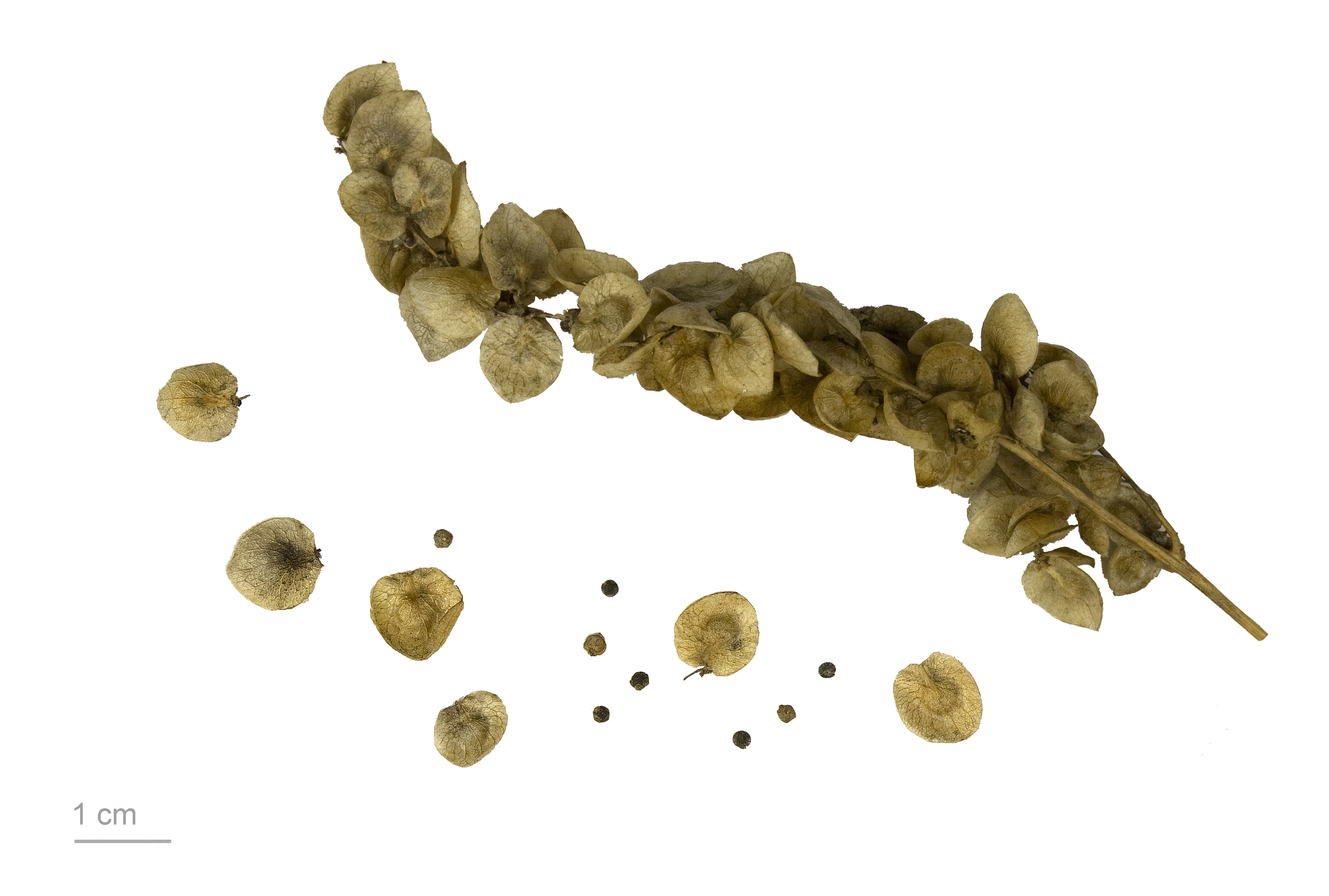
Atriplex hortensis

القطف أو الاسفناخ الرغل البستاني أو حسن المرأة أو قطف أبيض سرمق أبیض (الاسم العلمي:Atriplex hortensis) هي نوع نباتي يتبع جنس الرغل من الفصيلة القطيفية. ويسمى بَقْل الرُوم أو البَقْل الذَهَبِي أو السَبَانَخ الحِجَازِيّ.

## الموئل والانتشار
موطنه شمال القوقاز وأدخل إلى بلاد الشام ومناطق من أوروبا.

## مرادفات لاسم العلمي
- (باللاتينية: Atriplex microtheca Moq.)